# Wilhelm Günther (Politiker)
Johann Christian Wilhelm Günther war ein sächsischer Textilunternehmer und Politiker.

## Leben
Günther besaß in der von der Textil- und Strumpfindustrie geprägten Gemeinde Oberlungwitz – damals zu den Schönburgischen Herrschaften gehörig – eine Bleicherei. Auf dem Landtag 1849/50 vertrat er den 50., 51. und 52. Wahlbezirk (Lichtenstein/Sa., Schneeberg, Stollberg) in der I. Kammer des Sächsischen Landtags. Günther wird den linken Kräften zugeordnet. Er war Kandidat der Deutschen Vaterlandsvereine. Inwieweit sich Günther am Dresdner Maiaufstand beteiligte, ist nicht bekannt.
Über sein Bleicherei, die unter dem Namen J. C. W. Günther firmierte und im Handelsregister beim Amtsgericht Lichtenstein eingetragen war, wurde 1874 der Konkurs eröffnet.